# Bloody Murder
Bloody Murder è un film del 2000 diretto dal regista Ralph S. Portillo e scritto da John R. Stevenson.

## Trama
Un gruppo di teenager si recano a "Camp Placid Pines" per essere consulenti del campeggio. Poi, quella notte, i ragazzi si raccontano la storia di Trevor Moorehouse, un serial killer ucciso da alcuni bulli del campeggio. Presto un uomo con addosso una maschera da hockey comincia ad uccidere i ragazzi.

## Curiosità
- Il film è inedito in Italia.
- Il film ha avuto un sequel intitolato Bloody Murder 2.
- La maschera del serial killer è somigliante a quella di Jason Voorhees, mentre invece l'abito è uguale a quello di Michael Myers.